# Лапидаријум у Нишкој тврђави
Лапидаријум у Нишкој тврђави отворен је 1980. године. Састоји се од 41 споменика из античког раздобља Ниша од I до VI века.
Споменици су учвршћени на три самостална постоља, која се пружају у облику благо повијених линија са кружним завршецима. Свако постоље је дужине од око 15 m и распоређена су у облику троугла. На два постоља причвршћено је по 12 споменика, а на трећем десет. Појединачно је постављено још пет камених саркофага и два споменика.
Збирка се састоји од више врста античких споменика: надгробних, заветних, грађевинских и две оштећене мермерне фигуре. Потичу са већег броја налазишта из околине Ниша. Највише их је из Нишке тврђаве и античког утврђења Равна код Књажевца. Појединачни су из Нишке Каменице, Јелашнице, Сврљига и Сврљишке Плужине, Пиротског Осмакова и других села. Са нишког терена потиче око 200 античких споменика са епиграфским записом. Очувано је свега шездесетак.
Велики је значај ових споменика за изучавање античке прошлости Ниша. Подаци са ових споменика, начин израде и изглед, доприносе проучавању састава становништва, војних формација у насељу, однос досељеника и домаћег становништва и сагледавању организације управе у граду. Значајни су и за обичаје, ношњу, верске и културне прилике, писменост као и уметнички ниво производње и вредност споменика домаћих мајстора. Ови споменици представљају јединствене изворе за проучавање прошлости Ниша из времена Римљана.
Лапидаријумска збирка камених споменика изложена је први пут у Тврђави 1887. године. То је била збирка римских споменика пронађених приликом регулационих радова у комплексу Тврђаве. Била је то прва јавна изложбена поставка музејских експоната у Нишу, организована само једну деценију по ослобођењу града од Турака. Налазила се на месту садашњег споменика ослободиоцима Ниша у облику пушчаног метка, у средишњем делу Тврђаве.